# Amour de sauvage

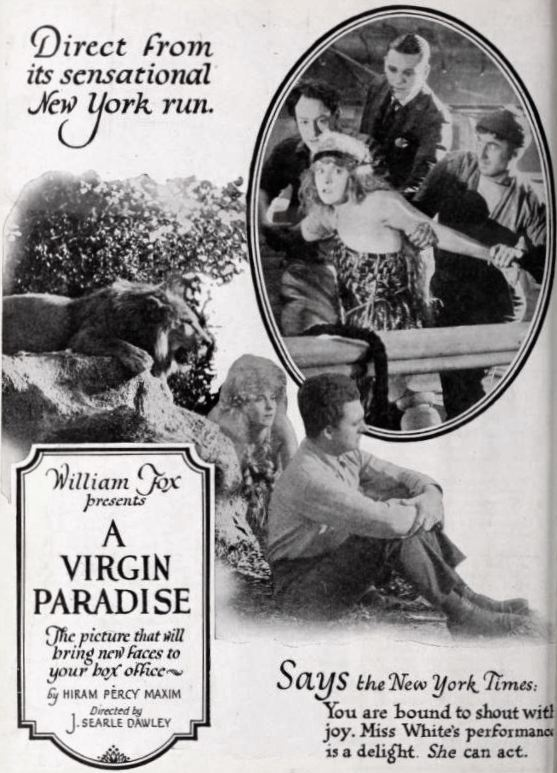
Réclame pour le film dans le magazine Exhibitors Herald.

Amour de sauvage (A Virgin Paradise) est un film américain réalisé par J. Searle Dawley et sorti en 1921.

## Fiche technique
- Titre : Amour de sauvage
- Titre original : A Virgin Paradise
- Réalisation : J. Searle Dawley
- Scénario : Hiram Percy Maxim
- Producteur : William Fox
- Distributeur : Fox Film Corporation
- Photographie : Joseph Ruttenberg, Bert Dawley
- durée : 80 minutes (8 bobines)[1],[2]
- Date de sortie : 
  - États-Unis : 4 septembre 1921

## Distribution

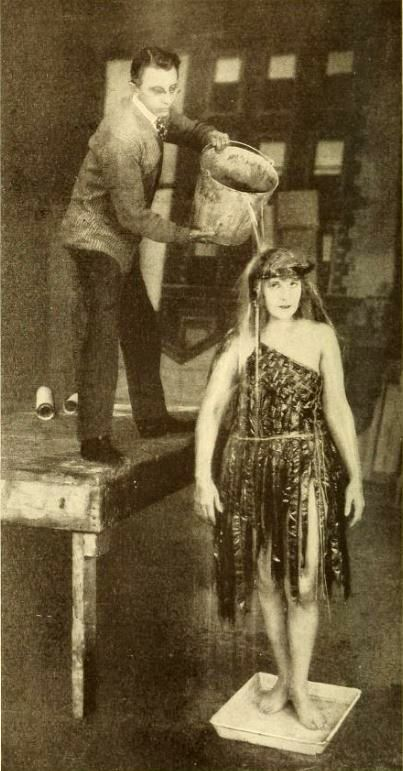
Le réalisateur J. Searle Dawley donne une douche à Pearl White avant de tourner une scène où elle doit plonger d'un bateau.

- Pearl White : Gratia Latham
- Robert Elliott : Bob Alan
- Jack Baston : Slim
- Alan Edwards : Bernard Holt
- Henrietta Floyd : Mrs. Holt
- Grace Beaumont : Constance Holt
- Mary Beth Barnelle : Ruth Hastings
- Lynn Pratt : The Attorney
- Lewis Sealy : Peter Latham
- Charles Sutton : Captain Mulhall
- Hal Clarendon : John Latham